# Mchy (Grande-Pologne)
Pour les articles homonymes, voir Mchy.
Mchy (prononciation : [mxɨ]) est un village polonais de la gmina de Książ Wielkopolski dans le powiat de Śrem de la voïvodie de Grande-Pologne dans le centre-ouest de la Pologne.
Il se situe à environ 6 kilomètres au sud de Książ Wielkopolski (siège de la gmina), à 17 kilomètres au sud-est de Śrem (siège du powiat) et à 48 kilomètres au sud-est de Poznań (capitale régionale).

## Histoire
De 1815 à 1919, Emchen fait partie de l'arrondissement de Schrimm dans le district de Posen dans la province de Posnanie.
De 1975 à 1998, le village faisait partie du territoire de la voïvodie de Poznań.

Depuis 1999, Mchy est situé dans la voïvodie de Grande-Pologne.
Le village possède une population de 692 habitants en 2006.